# Gunung Meukek (berg i Indonesien, lat 3,45, long 97,13)
Gunung Meukek är ett berg i Indonesien.   Det ligger i provinsen Aceh, i den västra delen av landet, 1 500 km nordväst om huvudstaden Jakarta. Toppen på Gunung Meukek är 1 242 meter över havet, eller 336 meter över den omgivande terrängen. Bredden vid basen är 6,4 km.
Terrängen runt Gunung Meukek är kuperad österut, men västerut är den bergig. Runt Gunung Meukek är det ganska tätbefolkat, med 100 invånare per kvadratkilometer. I omgivningarna runt Gunung Meukek växer i huvudsak städsegrön lövskog.